# Ганс Кундт
Ганс Кундт (нім. Hans Kundt; нар. 28 лютого 1869, Нойштреліц — пом. 30 серпня 1939, Лугано) — німецький та болівійський військовик, командувач болівійською армією протягом першої половини Чакської війни.
Ганс Кундт народився в 1869 році у містечку Нойштреліц у Мекленбург-Штреліці, Німеччина та вступив на військову службу в 1888 році. В 1902 році він був призначений капітаном Генерального Штабу. У 1908 році переїхав до Болівії як керівник німецької військової місії. Мав щонайкращі стосунки з болівійцями і придбав репутацію доброго адміністратора та військового інструктора. В 1911 за його планом розпочалася реорганізація болівійської армії за прусською моделлю. На початку Першої світової війни Кундт повернувся до Німеччини. В 1914 він командував полком на Східному фронті і дослужився до чину генерал-лейтенанта. Пізніше він служив на Західному фронті командувачем штабу, а потім командиром бригади.
Після війни Кундт пішов у відставку з німецької армії та в 1921 знову прибув до Болівії. Там він запропонував свої послуги військовика та був призначений командувачем штабом армії. Пізніше він прийняв болівійське громадянство і сам офіційно вступив до армії в ранзі генерала. Кунд швидко розпочав програму переозброєння армії та планування операції в Чако, продовжуючи роботу, розпочату ще в 1911 році. На відміну від решти вищих офіцерів, він був дуже популярний в армії, завдяки турботі про рядових солдатів. В 1923 році був призначений військовим міністром. Після падіння уряду президента Сілеса в 1930 році ненадовго покинув Болівію.
Через два роки Кундт повернувся, коли йому було запропоновано прийняти командування армією протягом Чакської війни проти Парагваю. Проте його командування не було успішним. Командувач дуже залежав від урядовців і під їх тиском в перші тижні війни болівійські війська значно просунулися углиб території Гран-Чако. В результаті цього значна перевага Болівії в озброєнні та людських ресурсах компенсувалася відсутністю тилових логістичних структур та важкістю постачання військ продовольством та боєприпасами, що виникло в результаті поганого планування та складних умов району. Також командувача часто критикували за його схильність до лобових атак, що у випадку позиційної війни було вкрай неефективним. Як наслідок Кундт був відсторонений від командування армією в грудні 1933 року, після чого повернувся до Європи.
Генерал Ганс Кундт помер 30 серпня 1939 року, не доживши одного дня до початку Другої світової війни, в Луґано (Швейцарія) на 71 році життя.

## Нагороди
- Залізний хрест 2-го і 1-го класу
- Орден Корони (Пруссія) 2-го класу
- Орден Білого Сокола, командорський хрест
- Орден дому Саксен-Ернестіне, командорський хрест 2-го класу
- Орден Альберта (Саксонія), офіцерський хрест
- Галліполійська зірка (Османська імперія)